# Tamaulipa azurea
Tamaulipa azurea là một loài thực vật có hoa trong họ Cúc. Loài này được (DC.) R.M.King & H.Rob. miêu tả khoa học đầu tiên năm 1971.